# Siao Jang
Siao Jang (čínsky pchin-jinem Xiào Yáng, znaky zjednodušené 肖扬; 1. srpna 1938 – 19. dubna 2019) byl čínský komunistický politik, předseda Nejvyššího lidového soudu (1998–2008), předtím ministr spravedlnosti (1993–1998) a náměstek generálního prokurátora (1990–1993). Vystudovaný právník, pracoval v rodné provincii Kuang-tung ve státní správě a stranických funkcích na okresní úrovni. V letech 1983–1990 působil jako náměstek generálního prokurátora a generální prokurátor provincie Kuang-tung. V letech 1997–2007 byl členem ústředního výboru KS Číny.

## Život
Siao Jang se narodil 1. srpna 1938 v Che-jüanu na severovýchodě jihočínské provincie Kuang-tung. Po absolvování studia práva na Čínské lidové univerzitě roku 1962 byl přidělen na místo učitele politické a právní školy v Sin-ťiangu. Po osmi měsících byl převeden do Kuang-tungu. Dvě desetiletí pracoval ve státním a stranickém aparátu na okresní úrovni, jako zaměstnanec úřadu veřejné bezpečnosti okresu Čchü-ťiang, pracovník oddělení propagandy okresního výboru strany a kanceláře okresního výboru strany, zástupce ředitele okresního úřadu, tajemník stranického výboru městské obce, ředitel okresního úřadu, tajemník okresního výboru KS Číny okresu Wu-ťiang a zástupce tajemníka výboru KS Číny okresu Čching-jüan.
V roce 1983 byl přeložen na provinční lidovou prokuraturu jako zástupce generálního prokurátora, v roce 1986 byl povýšen na generálního prokurátora provincie Kuang-tung. V druhé polovině roku 1989 předložil návrh na zřízení specializovaného úřadu pro trestání korupce a úplatkářství a podílel se na jeho vytvoření.
V roce 1990 byl přeložen do ústřední vlády v Pekingu na místo zástupce generálního prokurátora Nejvyšší lidové prokuratury. V březnu 1993 byl jmenován ministrem spravedlnosti a stal se tak členem Li Pchengova kabinetu. Na XV. sjezdu KS Číny v září 1997 byl zvolen členem ústředního výboru (znovuzvolen na XVI. sjezdu roku 2002, členem ústředního výboru zůstal do XVII. sjezdu roku 2007). V březnu 1998 byl zvolen předsedou Nejvyššího lidového soudu, v březnu 2003 byl znovu zvolen na druhé funkční období. Z úřadu předsedy Nejvyššího lidového soudu odstoupil s uplynutím funkčního období v březnu 2008.
Jako předseda Nejvyššího lidového soudu prosadil řadu reforem, z nichž nejvýznamnější bylo obnovení práva Nejvyššího soudu přezkoumávat rozsudky o trestu smrti. V 80. letech 20. století přijalo Všečínské shromáždění lidových zástupců zákon, který přiznával provinčním vrchním soudům rozhodující slovo v případech trestu smrti. Provinční soudci, z nichž mnozí byli bývalí policejní nebo vojenští důstojníci bez formálního právního vzdělání, často ukládali příliš přísné tresty. To vedlo k vysokému počtu poprav, přičemž v některých případech se později ukázalo, že byly neoprávněné. Siaoův návrh na omezení poprav se setkal se značným odporem, protože trest smrti se v Číně těšil široké podpoře jak ve vládě, tak mezi širokou veřejností. Jednou ze Siaových taktik bylo podporovat používání trestu smrti s odkladem (který byl obvykle změněn na doživotí) jako alternativy k trestu smrti. Využil také tehdejšího konceptu „harmonické společnosti“ prosazovaného komunistickou stranou a tvrdil, že harmonická společnost vyžaduje méně poprav. V roce 2006 dosáhl klíčové změny zákona, která obnovila právo Nejvyššího soudu na konečné přezkoumání trestu smrti. V následujícím roce 2007 se počet rozsudků smrti snížil o 30 % a mnoho případů bylo vráceno provinčním soudům k novému projednání. V následujících letech se počet poprav v Číně dále snížil, v některých provinciích do roku 2019 o polovinu až dvě třetiny ve srovnání s obdobím před reformou.
Další Siaovou reformou byla profesionalizace soudů, když před jeho příchodem na Nejvyšší soud byli soudci všech stupňů jmenováni bez většího ohledu na jejich vzdělání a zkušenosti v oblasti práva. Siaovo úsilí vyústilo ve změnu zákona o soudcích tak, aby všichni noví soudci museli složit národní soudcovskou zkoušku. S výjimkou předsedů soudů, kteří zůstali politickými nominanty, se od všech ostatních soudců začala vyžadovat právnická kvalifikace.
Mezi další reformy, které Siao prosadil, patří zpřístupnění většiny soudních procesů široké veřejnosti (od roku 1998); některé procesy byly dokonce vysílány televizí. Prosazoval také nezávislost soudů na politicích, ale nepodařilo se mu to. Navzdory jeho snahám si komunistická strana zachovala absolutní kontrolu nad čínským soudním systémem a po jeho odchodu do důchodu v roce 2008 se žádný z jeho nástupců již o nezávislost soudů nezasadil.